# Trixoscelis gigans
Trixoscelis gigans är en tvåvingeart som beskrevs av Miguel Carles-Tolrá 2001.
Trixoscelis gigans ingår i släktet Trixoscelis och familjen myllflugor. Artens utbredningsområde är Spanien. Inga underarter finns listade i Catalogue of Life.